# Denis Súarez
Denis Suárez Fernández sinh ngày 6 tháng 1 năm 1994 là cầu thủ chuyên nghiệp người Tây Ban Nha, chơi ở vị trí tiền vệ tấn công cho Celta de Vigo tại Giải vô địch quốc gia Tây Ban Nha và Đội tuyển bóng đá quốc gia Tây Ban Nha

## Sự nghiệp

### Những năm đầu sự nghiệp
Sinh ở Salceda de Caselas, Pontevedra, Galicia, Suárez chơi cho các clb ở nơi anh sống  Porriño Industrial and Celta de Vigo.

### Manchester City
Suárez ký hợp đồng với Manchester City vào ngày 23,tháng 5 năm 2011. Manchester City đánh bại sự quan tâm của FC Barcelona, Chelsea và địch thủ Manchester United để có chữ ký của anh với mức phí  £850,000 và tăng lên £2.75 triệu nếu thể hiện tốt.
Suárez chơi trong trận giao hữu với Los Angeles Galaxy trước thềm mùa giải 2011-2012, thay thế cho Edin Džeko ở phút anh ngồi dự bị trong trận gặp Birmingham City ở League Cup. Vòng đấu tiếp theo ở League Cup, anh vào sân thay cho Samir Nasri ở phút 67 trong trận thắng 5–2 trước Wolverhampton Wanderers. 17 tháng 5 năm 2012, Suárez góp mặt trong đội hình xuất phát trong trận Manchester City đối đầu Manchester United trong Manchester Senior Cup, mặc dù Manchester City thua  0-2. Năm 2012, anh được bầu chọn Manchester City Cầu thủ trẻ của năm bởi người hâm mộ.

### FC Barcelona
Ngày 22 tháng 8 năm 2013 Suárez hoàn tất chuyển đến FC Barcelona với mức phí không được tiết lộ,với hợp đồng 4 năm. Trong mùa giải 2013-14,anh phần lớn chơi cho FC Barcelona B ở giải hạng 2 Segunda División để tiếp tục phát triển hơn.

#### Sevilla (Cho mượn)
Tháng 7 năm 2014, Suárez được cho mượn đến Sevilla FC trong 2 mùa giải, nằm trong điều khoản để Ivan Rakitić đến Barcelona. Anh ra sân ngày 12 tháng 8 ở Siêu cúp châu Âu năm 2014 tại sân Cardiff City Stadium, chơi 78' trước khi được rút ra sân trong trận thua Real Madrid với tỉ số 0-2.

### Villarreal
Ngày 29 tháng 8 năm 2015,  Suárez hoàn tất chuyển đến Villarreal CF với mức phí không được tiết lộ, ký hợp đồng 4 năm bao gồm điều khoản mua lại.

### Trở lại FC Barcelona
Ngày 4 tháng 7 năm 2016, FC Barcelona thông báo sự trở lại của Suárez sau khi kích hoạt điều khoản mua lại. Barcelona trả €3.5 triệu và Suárez ký hợp đồng 4 năm, và điều khoản gia hạn thêm 1 năm tùy vào đóng góp.

## Sự nghiệp quốc tế
Suárez được triệu tập vào U17 Tây Ban Nha và ghi được 2 bàn thắng, trước Moldova và Bắc Ireland. Anh trở thành thành viên của U17 Tây ban Nha dành chiến thắng UEFA European U19 Championship năm 2012.
Ngày 29 tháng 5 năm 2016, anh vào sân thay cho David Silva trong trận giao hữu gặp Bosnia và Herzegovina.

## Thống kê sự nghiệp
Tính đến match played 10 March 2019.
| Câu lạc bộ          | Mùa giải            | Vô địch quốc gia    | Vô địch quốc gia | Vô địch quốc gia | Cup quốc gia | Cup quốc gia | Cup liên đoàn | Cup liên đoàn | Cúp châu Âu | Cúp châu Âu | Khác    | Khác   | Tổng cộng | Tổng cộng |
| Câu lạc bộ          | Mùa giải            | Hạng đấu            | Số trận          | Số bàn           | Số trận      | Số bàn       | Số trận       | Số bàn        | Số trận     | Số bàn      | Số trận | Số bàn | Số trận   | Số bàn    |
| ------------------- | ------------------- | ------------------- | ---------------- | ---------------- | ------------ | ------------ | ------------- | ------------- | ----------- | ----------- | ------- | ------ | --------- | --------- |
| Manchester City     | 2011–12             | Premier League      | 0                | 0                | 0            | 0            | 1             | 0             | 0           | 0           | 0       | 0      | 1         | 0         |
| Manchester City     | 2012–13             | Premier League      | 0                | 0                | 0            | 0            | 1             | 0             | 0           | 0           | 0       | 0      | 1         | 0         |
| Manchester City     | Tổng cộng           | Tổng cộng           | 0                | 0                | 0            | 0            | 2             | 0             | 0           | 0           | 0       | 0      | 2         | 0         |
| Barcelona B         | 2013–14             | Segunda División    | 36               | 7                | —            | —            | —             | —             | —           | —           | —       | —      | 36        | 7         |
| Barcelona B         | Tổng cộng           | Tổng cộng           | 36               | 7                | —            | —            | —             | —             | —           | —           | —       | —      | 36        | 7         |
| Sevilla (loan)      | 2014–15             | La Liga             | 31               | 2                | 6            | 1            | —             | —             | 9           | 3           | 1       | 0      | 47        | 6         |
| Sevilla (loan)      | Tổng cộng           | Tổng cộng           | 31               | 2                | 6            | 1            | —             | —             | 9           | 3           | 1       | 0      | 47        | 6         |
| Villarreal          | 2015–16             | La Liga             | 33               | 4                | 2            | 0            | —             | —             | 13          | 1           | —       | —      | 48        | 5         |
| Villarreal          | Tổng cộng           | Tổng cộng           | 33               | 4                | 2            | 0            | —             | —             | 13          | 1           | —       | —      | 48        | 5         |
| Barcelona           | 2016–17             | La Liga             | 26               | 1                | 7            | 2            | —             | —             | 1           | 0           | 2       | 0      | 36        | 3         |
| Barcelona           | 2017–18             | La Liga             | 18               | 2                | 5            | 1            | —             | —             | 3           | 0           | 1       | 0      | 27        | 3         |
| Barcelona           | 2018–19             | La Liga             | 2                | 0                | 4            | 2            | —             | —             | 2           | 0           | 0       | 0      | 8         | 2         |
| Barcelona           | Tổng cộng           | Tổng cộng           | 46               | 3                | 15           | 3            | —             | —             | 6           | 0           | 3       | 0      | 71        | 8         |
| Arsenal (mượn)      | 2018–19             | Premier League      | 4                | 0                | 0            | 0            | 0             | 0             | 2           | 0           | 0       | 0      | 6         | 0         |
| Arsenal (mượn)      | Tổng cộng           | Tổng cộng           | 4                | 0                | 0            | 0            | 0             | 0             | 2           | 0           | 0       | 0      | 6         | 0         |
| Tổng cộng sự nghiệp | Tổng cộng sự nghiệp | Tổng cộng sự nghiệp | 150              | 16               | 23           | 4            | 2             | 0             | 30          | 4           | 4       | 0      | 210       | 26        |

1. ↑  Bao gồm giải cúp như FA Cup và Copa del Rey
2. 1 2  Ra sân ở Europa League
3. ↑  Ra sân ở UEFA Super Cup
4. 1 2 3  Ra sân ở UEFA Champions League
5. 1 2 3  Ra sân ở Supercopa de España

## Danh hiệu

### Câu lạc bộ
Sevilla
- UEFA Europa League: 2014–15

Barcelona
- La Liga: 2017–18, 2018–19[cần dẫn nguồn]
- Copa del Rey: 2016–17, 2017–18[cần dẫn nguồn]
- Supercopa de España: 2016[cần dẫn nguồn]

### Quốc tế
Spain
- Giải Vô địch Bóng đá U-19 châu Âu: 2012

## Links ngoài
- Villarreal official profile Lưu trữ ngày 5 tháng 9 năm 2015 tại Wayback Machine (tiếng Tây Ban Nha)
- Denis Súarez tại BDFutbol
- Denis Súarez tại Soccerway